# Rui Bragança
Rui Bragança (Guimarães, 26. prosinca 1991. - ) je portugalski taekwondoaš, koji se natječe u kategoriji do 58 kg. Osvajač je svjetskog srebra iz Gyeongjua 2011. godine i europskog zlata iz Bakua 2014., te zlata na I. Europskim igrama u Bakuu 2015.
Tijekom 2014. Braganca je na samom svjetskom vrhu u svojoj kategoriji.

## Vanjske poveznice
- Braganca, Rui Pedro na Taekwondo Data